# Moritz Cantor
Moritz Benedikt Cantor (Mannheim, Alemania, 23 de agosto de 1829-Heidelberg, República de Weimar, 10 de abril de 1920) fue un historiador de las matemáticas alemán. Es considerado el fundador de esta disciplina.

## Semblanza
Cantor provenía de una familia sefardí que había emigrado desde Portugal a los Países Bajos, con otra rama que se había establecido en Rusia. En su juventud temprana, fue un niño muy débil que no podía asistir a escuela, por lo que sus padres decidieron educarlo en casa. Aun así, posteriormente fue admitido en una clase adelantada del instituto en Mannheim. De allí pasó a la Universidad de Heidelberg en 1848, y poco después a la Universidad de Gotinga. Allí fue alumno de Gauss y de Weber, y fue donde Stern despertó en él un fuerte interés por la investigación histórica.
Después de obtener su doctorado en la Universidad de Heidelberg en 1851, fue a Berlín, donde siguió con entusiasmo las conferencias de Peter Gustav Lejeune Dirichlet; y a su regreso a Heidelberg en 1853, fue nombrado docente en la universidad. En 1863, obtuvo el cargo de profesor ayudante, y en 1877 el de profesor honorario.
Cantor fue uno de los fundadores del Kritische Zeitschrift für Chemie, Physik, und Mathematik. En 1859 se asoció con Schlömilch como editor del Zeitschrift für Mathematik und Physik, tomando a su cargo la sección histórica y literaria. Desde 1877, gracias a sus trabajos, se publicó un suplemento separado del Zeitschrift  bajo el título de Abhandlungen zur Geschichte der Mathematik.
La disertación inaugural de Cantor, "Über ein Weniger Gebräuchliches Coordinaten-System" (Sobre un sistema de coordenadas inusual) (1851), todavía no dio ninguna indicación de que la historia de las ciencias exactas pronto sería enriquecida por sus siguientes obras maestras. Su primer trabajo importante fue "Über die Einführung Unserer Gegenwärtigen Ziffern in Europa" (Sobre la introducción de la representación de nuestros dígitos en Europa), escrito para el Zeitschrift für Mathematik und Physik, 1856, vol. i.
Su principal trabajo fue el "Vorlesungen über Geschichte der Mathematik" (Conferencias sobre la Historia de las Matemáticas). Esta recopilación de la historia de las matemáticas apareció como sigue:
- Volumen 1 (1880) - Del tiempo más temprano hasta 1200
- Volumen 2 (1892) - De 1200 a 1668
- Volumen 3 (1894-1896) - De 1668 a 1758
- Volumen 4 (1908) (con nueve colaboradores, y Cantor como editor) - De 1759 a 1799

Muchos historiadores lo consideran el fundador de una disciplina nueva, en un campo que hasta la fecha había carecido de una voz concienzuda y de los métodos críticos de otros campos de la historia.

## Reconocimientos
- En 1900 Moritz Cantor recibió el honor de dar una Dirección del pleno del Congreso Internacional de Matemáticos en París (Sur l'historiographie des mathématiques).[2]
- El cráter lunar Cantor[3] lleva este nombre en su memoria, honor compartido con el célebre matemático Georg Cantor (1845-1918).